# Морозов Віктор Євгенович
Ві́ктор Євге́нович Моро́зов (нар. 15 червня 1950, Кременець) — український співак, композитор, перекладач. Член Українського ПЕН. Відомий як перекладач серії книг про Гаррі Поттера й засновник перших українських рок-гуртів «Quo vadis» та «Арніка». Один із засновників театру-кабаре «Не журись!».

## Біографія
Народився 15 червня 1950 року в місті Кременець, Тернопільської області.
Навчався у Львівському університеті, на останньому курсі був виключений за публікацію в самвидавному альманасі «Скриня» (серед авторів — Григорій Чубай, Микола Рябчук, Олег Лишега, Роман Кісь та ін.). Якраз постать Григорія Чубая та участь у «Скрині» стали одними з найвагоміших чинників у формуванні світогляду Віктора Морозова. Як згадує він сам у спогадах, присвячених Чубаю:
|  | Саме Гриць назавжди прищепив мені імунітет до провінційности, банальности, second-hand-овости у поезії, музиці, взагалі у розумінні та сприйнятті мистецтва. Адже дискусії та суперечки в його хаті велися навколо творчості Еліота, Павнда, Сильвії Плат, ми слухали музику європейського рівня, ми намагалися, попри всі совдепівські перепони, доторкнутися душею до всього найсвіжішого, аванґардового, модерного, що з'являлося тоді у малярстві — Далі, Міро, Архипенко, в літературі — Маркес, Кортасар, Лаґерквіст, та в інших мистецьких жанрах. Вже значно пізніше, коли я нарешті отримав змогу побувати в багатьох країнах світу, я здивовано відзначив для себе, що попри всю замкнутість, залізнозавісність і дебільність країни, в якій ми всі тоді перебували, нам пощастило втримати руку на пульсі тогочасного мистецького життя світу. Ми, фактично, зуміли не перетворитися на забитих хуторян, які перелякано позирають здалеку на дійство, що розгортається десь там, на головній сцені. Ні, ми також брали участь у цій грі, у цій виставі, брали й беремо. Кажучи «ми», я передовсім маю на увазі коло людей нашого покоління (таких, як Олег Лишега або Микола Рябчук), яких до великої міри об'єднував навколо себе, а згодом згуртував у леґендарній вже «Скрині» саме Грицько Чубай. |

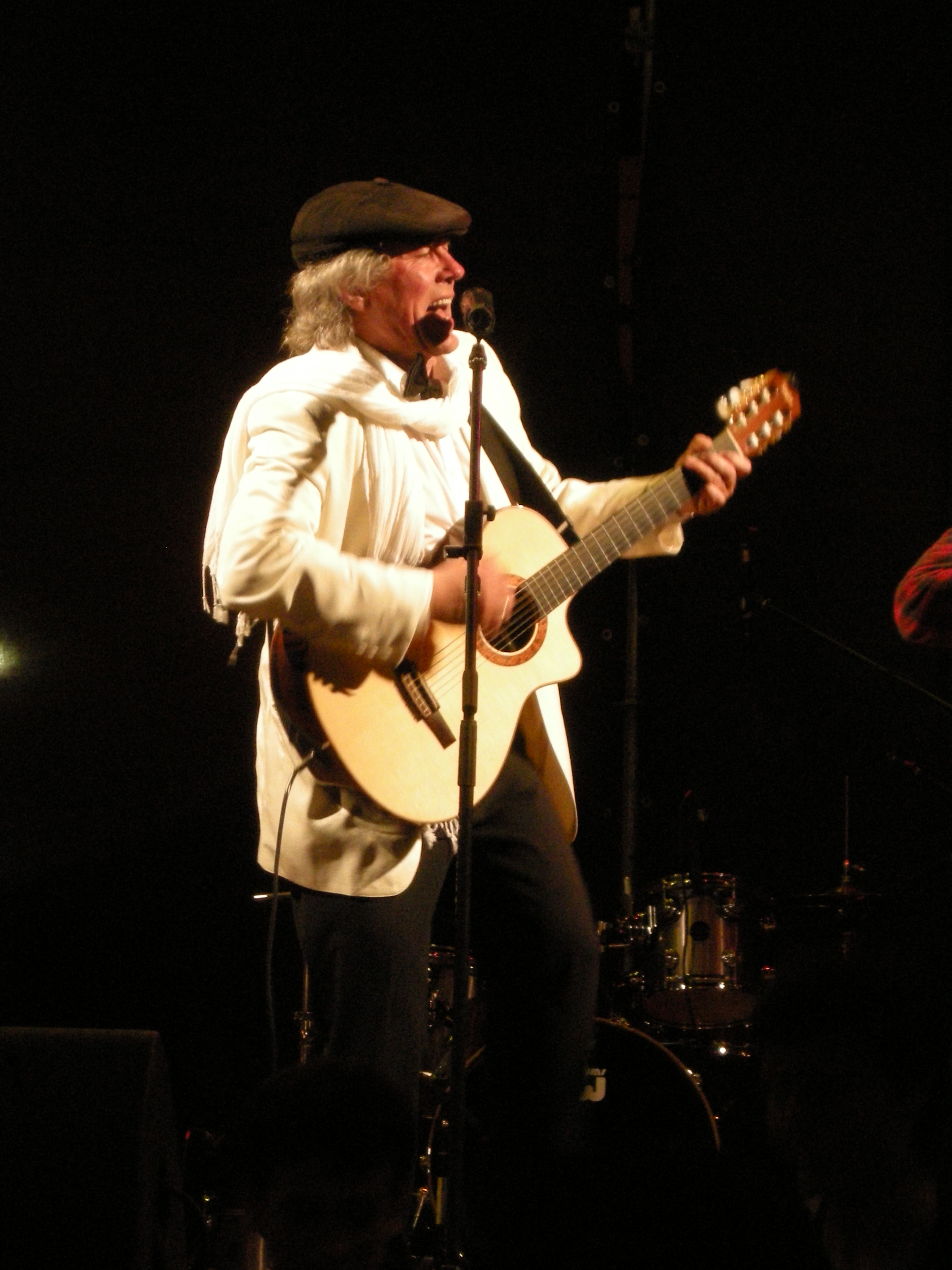
Під час виступу на батярському фесті у Львові

Автор численних пісень на вірші сучасних українських поетів (зокрема Ліни Костенко, Костянтина Москальця, Юрія Андруховича, Віктора Неборака, Олега Лишеги й ін.).
У 1988 разом з Андрієм Панчишиним і Юрієм Винничуком заснував львівський театр-студію «Не журись!», що став відомим завдяки яскравій політичній сатирі й відродженню заборонених в СРСР пісень січових стрільців. Під час однієї з вистав театру «Повіяв вітер степовий» 5 жовтня 1989 зі сцени вперше був виконаний нелегальний на той час гімн України «Ще не вмерла Україна».
Окрім спільних з «Арнікою», «Смерічкою» та «Не журись!» грамплатівок і аудіокасет, Віктор Морозов разом із групами «Четвертий кут», «Мертвий півень» і «Батяр-Бенд Галичина» записав і видав ряд сольних альбомів:
- «Треба встати і вийти» (2000, слова і музика Костянтина Москальця);
- «Тільку ві Львові» (2002);
- «Афродизіяки» (2003);
- «Армія Світла» (2008, слова і музика Костянтина Москальця);
- «Серце батяра» (2010);
- «Батярський блюз» (2013).

Музична дискографія складається майже з 20 альбомів. На початку 70-х років XX століття Віктор Морозов створив одну з перших в Україні «біґ-бітових» груп «Quo vadis», також засновник однієї з перших українських рок-груп «Арніка» (1972), ВІА "Ровесник" (1976), мистецький керівник театру-кабаре «Не журись!» (1988), лавреат першої «Червоної Рути» (1989).
Перекладає з португальської та англійської мов. Перші переклади були опубліковані 20 років тому[коли?] в часописі «Всесвіт». Широко відомим як перекладач став завдяки перекладам серії романів про Гаррі Поттера.

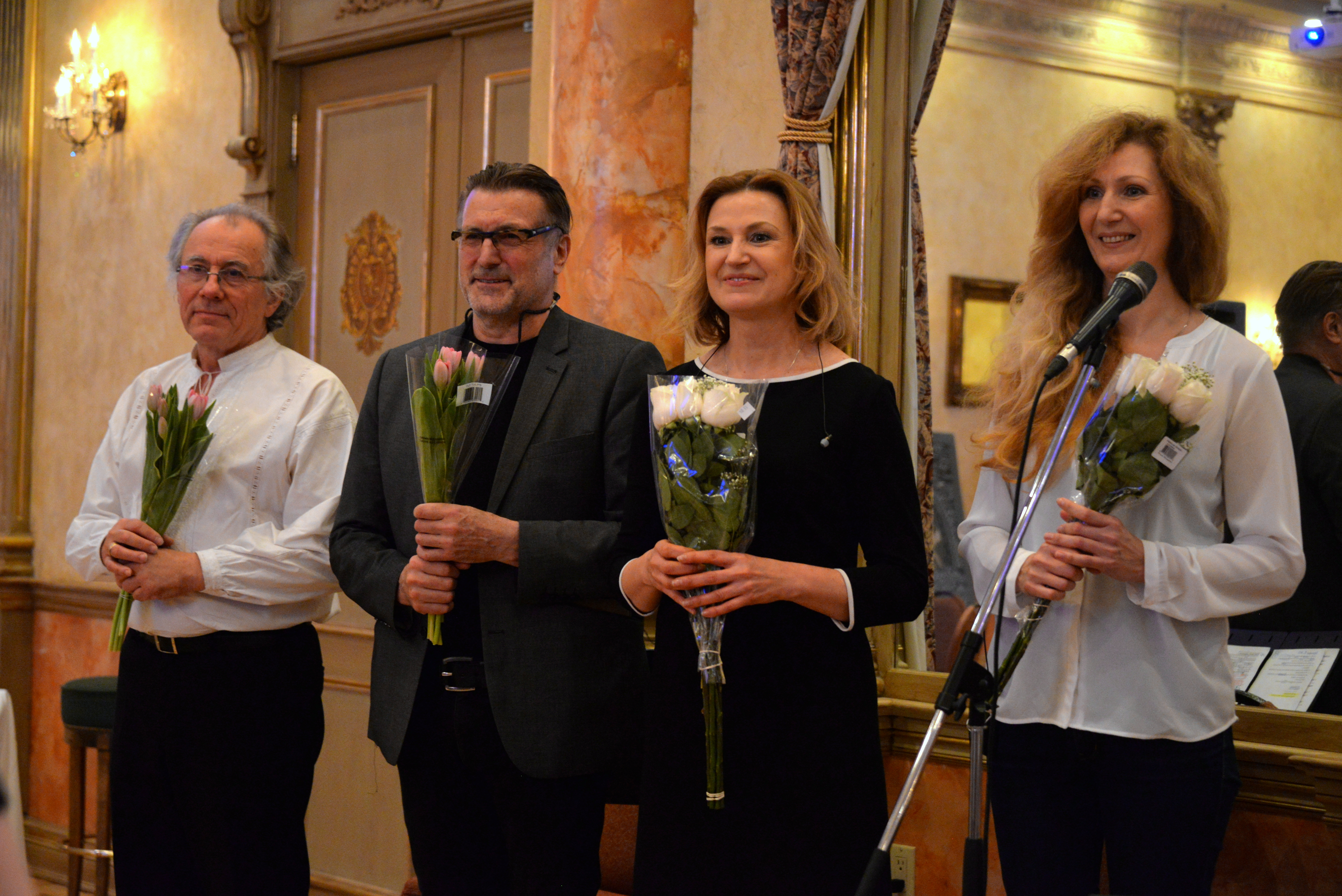
Віктор Морозов, Григорій Гладій і сестри Тельнюк на концерті "Наш Шевченко: шлях до свободи" в Торонто, травень 2016

У грудні 2013—січні 2014, під час революційних подій Євромайдану, разом із Юрієм Винничуком і Андрієм Панчишиним записує серію гумористично-сатиричних пісень на національно-патріотичну насущну тематику. Це — майбутній альбом «Реффолюція», куди ввійде більше ніж 25 композицій.
Брав участь у спільному проєкті з Григорієм Гладієм і сестрами Тельнюк «Наш Шевченко: шлях до свободи» по містах Канади в травні-червні 2016 року.
З травня 2024 року член редакційної ради художньо-аналітичного альманаху «Кременецький культурний контекст».

## Сімейне життя
Дружина Онищук Мотря, народилася в Торонто (Канада), — правник, працює в міжнародній фінансовій установі.. Є хресним батьком сина головного редактора «Видавництва Старого Лева» Мар'яни Савки Северина.
Донька від першого шлюбу з Катериною Немирою - Мар'яна Садовська, співачка, акторка, композиторка й аранжувальниця.

## Дискографія
Дискографія Віктора Морозова налічує 8 альбомів:
- «Через зіроньку ясну» (1992);
- «Четвертий кут» (1993, спільно з однойменним гуртом);
- «Треба встати і вийти» (2000, слова і музика Костянтина Москальця);
- «Тільку ві Львові» (2002);
- «Афродизіяки»[8] (20 березня 2003 — спільно з гуртом «Мертвий півень»);
- «Армія світла» (2008, слова і музика Костянтина Москальця);
- «Серце батяра» (2010);
- «Батярський блюз» (2013).

## Переклади
На листопад 2021 року список книжок, які переклав Віктор Морозов, є таким:
- «Алхімік», Пауло Коельйо (в-во «Класика», 2000);
- «Вероніка вирішує померти», Пауло Коельйо (в-во «Класика», 2001);
- «Чорт і панна Прим», Пауло Коельйо (в-во «Класика», 2002);
- «Уявлені спільноти», Бенедикт Андерсон (в-во «Критика», 2001);
- «Наташі: сучасна світова сексторгівля», Віктор Маларек (в-во УОЦР, 2004);
- «Ракета на чотирьох лапах», Джеремі Стронґ (Видавництво Старого Лева, 2005);
- «Чарлі і шоколадна фабрика», Роальд Дал (А-БА-БА-ГА-ЛА-МА-ГА, 2005);
- «Гаррі Поттер і філософський камінь», Джоан Ролінґ;
- «Гаррі Поттер і Таємна кімната», Джоан Ролінґ;
- «Гаррі Поттер і в'язень Азкабану», Джоан Ролінґ;
- «Гаррі Поттер і Келих вогню», Джоан Ролінґ;
- «Гаррі Поттер і Орден Фенікса», Джоан Ролінґ;
- «Гаррі Поттер і Напівкровний Принц», Джоан Ролінґ;
- «Гаррі Поттер і Смертельні Реліквії», Джоан Ролінґ;
- «Матильда», Роальд Дал (А-БА-БА-ГА-ЛА-МА-ГА, 2006)
- «Розшукується Ракета на 4-х лапах!», Джеремі Стронґ (Видавництво Старого Лева, 2008);
- «Вікінг у моєму ліжку», Джеремі Стронґ (Видавництво Старого Лева, 2010);
- «Школа природознавства малого Вовчика», Іан Вайброу (Видавництво Старого Лева, 2013);
- «Несподівана вакансія», Джоан Ролінґ (А-БА-БА-ГА-ЛА-МА-ГА, 2013);
- «Нові пригоди ракети на чотирьох лапах», Джеремі Стронґ (Видавництво Старого Лева, 2013);
- «ВДВ (Великий Дружній Велетень», Роальд Дал (А-БА-БА-ГА-ЛА-МА-ГА, 2013);
- «Фієста. І сонце сходить», Ернест Гемінґвей (Видавництво Старого Лева, 2017);
- «Прощавай, зброє» Ернест Гемінґвей (Видавництво Старого Лева, 2018);
- «Високі Гори Португалії» Янна Мартеля (Видавництво Старого Лева, 2019);
- «Гаррі Поттер: історія магії», Джоан Ролінґ (А-БА-БА-ГА-ЛА-МА-ГА, 2019);
- «Мати і не мати», Ернест Гемінґвей (Видавництво Старого Лева, 2019);
- «Чарлі і великий скляний ліфт», Роальд Дал (Видавництво Старого Лева, 2019);
- «Гаррі Поттер і келих вогню», Джоан Ролінґ (А-БА-БА-ГА-ЛА-МА-ГА, 2019);
- «ПЛАСТ. Унікальна Історія Українського Скаутського Руху», Орест Субтельний (Торонто: Пластове Видавництво, 2019);
- «Фантастичні звірі: Злочини Ґріндельвальда», Джоан Ролінґ (А-БА-БА-ГА-ЛА-МА-ГА, 2020).
- «Різдвяна свинка», Джоан Ролінґ (А-БА-БА-ГА-ЛА-МА-ГА, 2021).

Внесено до Почесного списку ІВВY (IBBY Honour List) 2022 року за переклад книги Роальд Дал «Фантастичний містер Лис» (А-БА-БА-ГА-ЛА-МА-ГА, 2020).